# Sandokan megachelis
Espèce
Synonymes
- Oncopus megachelis Schwendinger, 1992

Sandokan megachelis est une espèce d'opilions laniatores de la famille des Sandokanidae.

## Distribution
Cette espèce est endémique du Sabah en Malaisie. Elle se rencontre vers Sepilok.

## Description
Le mâle holotype mesure 8,1 mm.
Le mâle décrit par Schwendinger et Martens en 2004 mesure 8,1 mm.

## Systématique et taxinomie
Cette espèce a été décrite sous le protonyme Oncopus megachelis par Schwendinger en 1992. Le nom Oncopus Thorell, 1876 étant préoccupé par Oncopus Herrich-Schaeffer, 1855, il est remplacé par Sandokan par Özdikmen et Kury en 2007.

## Publication originale
- Schwendinger, 1992 : « New Oncopodidae (Opiliones, Laniatores) from Southeast Asia. » Revue Suisse de Zoologie, vol. 99, no 1, p. 177–199 (texte intégral).